# Gingellikruid

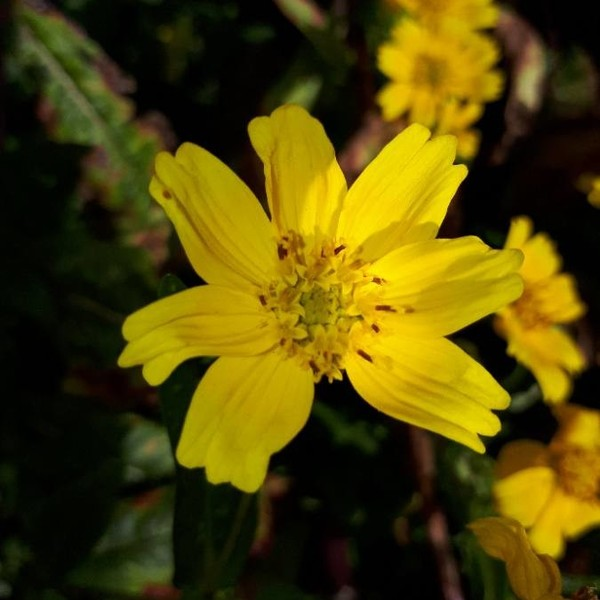
Gingellikruid in bloei

Gingellikruid  (Guizotia abyssinica) is een plant die in India en Ethiopië gekweekt wordt om vogelvoer van te maken, het zogenaamde nigerzaad.
Nigerzaad wordt met name in India en Ethiopië gekweekt. Het bevat een relatief hoog gehalte aan calcium. Het wordt vooral als (bestanddeel van) vogelvoer gebruikt. 

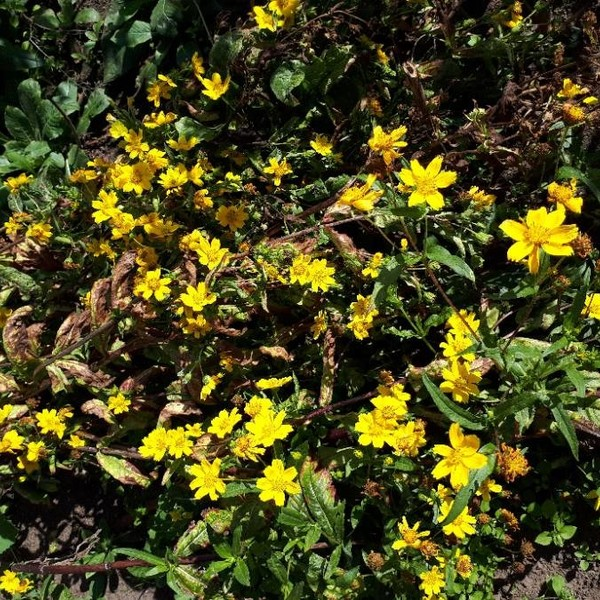
Gingellikruid Bloemen
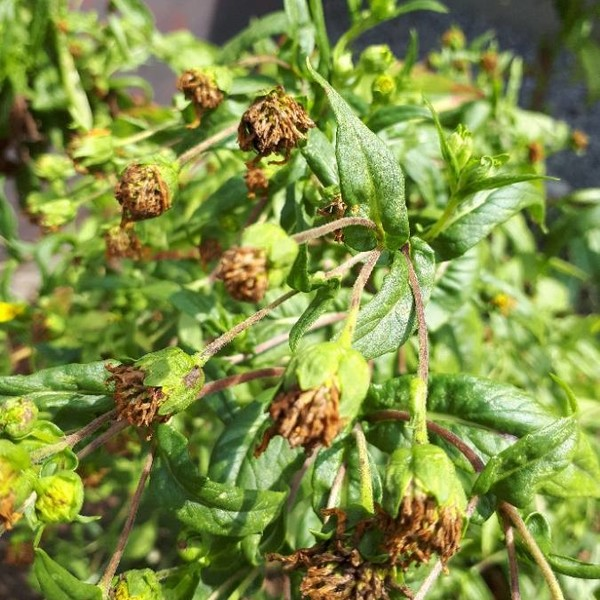
Gingellikruid
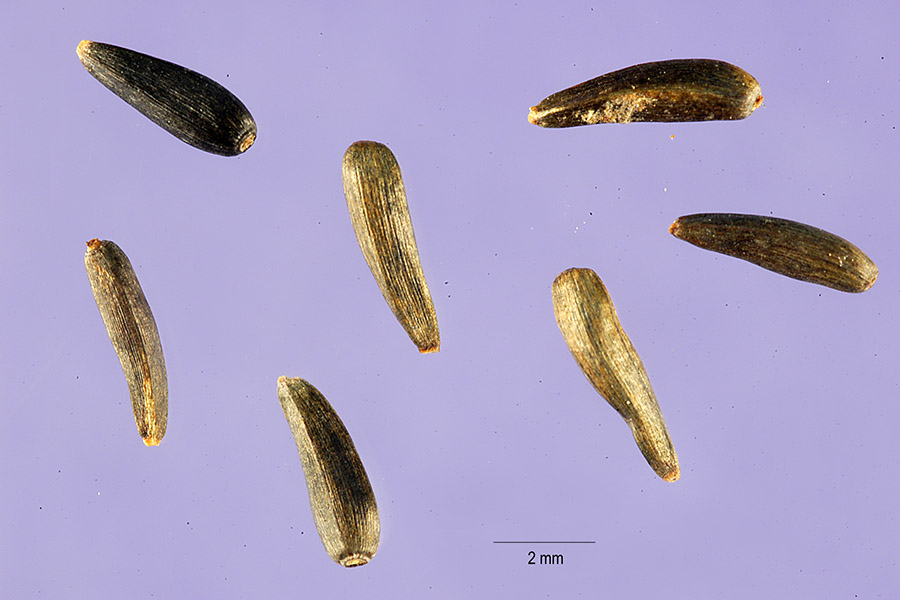
Nigerzaad